# Planta 42 da Força Aérea dos Estados Unidos

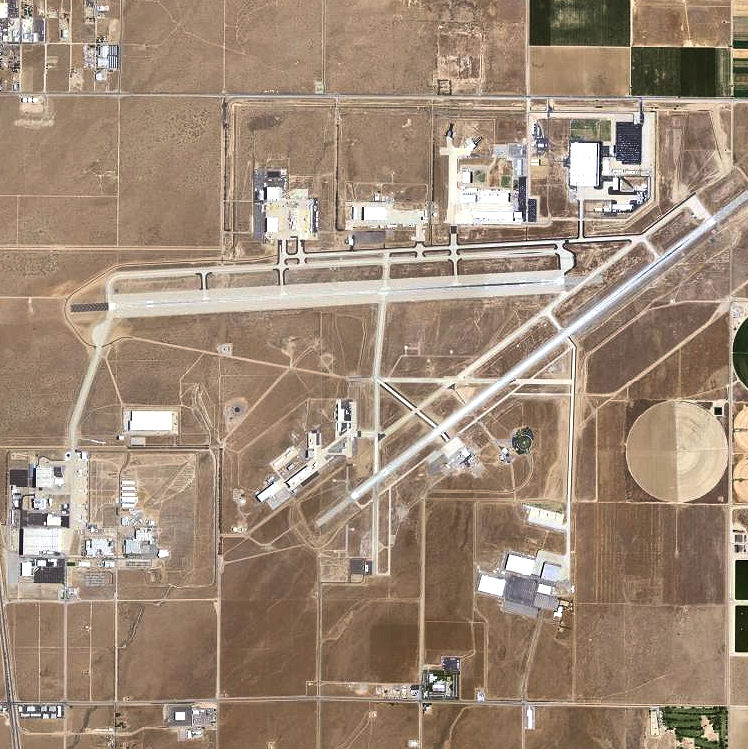
Palmdale Regional Airport em Antelope Valley, Mojave Desert, Southern California.

Planta 42 da Força Aérea dos Estados Unidos é uma fábrica sigilosa de aeronaves da Força Aérea dos Estados Unidos no Vale Antelope, a cerca de 100 quilômetros do centro de Los Angeles. Também é usado pela Administração Nacional de Aeronáutica e Espaço (NASA).
A Planta 42 compartilha uma pista com o Aeroporto Regional de Palmdale (PMD).

## Visão geral
A Planta 42 é de propriedade da Força Aérea dos Estados Unidos e operada como um componente da Edwards Air Force Base, que fica 23 mi (37 km) a nordeste. A maioria de suas instalações é operada por empreiteiros privados para construir e manter aeronaves militares e seus componentes para os Estados Unidos e seus aliados. 
A Planta 42 tem 3 200 000 pés quadrados (300 000 m2)  de espaço industrial e um valor de reposição de US$ 1,1 bilhão. Algumas de suas instalações constroem aeronaves, incluindo o Northrop Grumman RQ-4 Global Hawk e outras aeronaves não tripuladas.  Outros mantêm e modificam aeronaves como o bombardeiro Northrop Grumman B-2 Spirit. Outros ainda produzem peças de reposição.
Os empreiteiros aeroespaciais da Planta 42 da Força Aérea compartilham um complexo de pistas e alugam espaço de construção da Força Aérea (um acordo comumente referido como "GOCO" ou Propriedade do Governo, Operado por Empreiteiro) ou possuem seus próprios edifícios (por exemplo, a Lockheed Martin Skunk Works). Existem oito locais de produção especialmente adequados para tecnologia avançada e/ou programas "negros" . Atualmente, os empreiteiros mais conhecidos da Planta 42 são Boeing, Lockheed Martin e Northrop Grumman.  Anteriormente, as instalações eram operadas pela IT&amp;T; McDonnell-Douglas; Lockheed California, Norair, uma divisão da Northrop; e Terminal Aéreo Lockheed . 
A Planta 42 é uma GOCO, operada contratualmente para a Força Aérea desde 1954. Mas sob a administração Obama, a Força Aérea optou por assumir algumas operações da fábrica que há muito tempo eram realizadas por empreiteiros. O campo de aviação agora é operado pelo Departamento de Defesa, com Ala de Testes 412/Local Operacional, do Centro de Testes da Força Aérea no comando. 
A planta 42 controla mais de 5.800 acres (23 km2) do deserto de Mojave, ao norte da Avenida P e ao sul da Columbia Way (Avenida M). A fronteira oeste é a Sierra Highway, e a fábrica se estende para o leste até cerca de 40th Street East, ao sul da Avenue N até a Avenue P e 50th Street East ao norte da Avenue N até Columbia Way (Avenida M). 